# FAM118B
FAM118B (англ. Family with sequence similarity 118 member B) – білок, який кодується однойменним геном, розташованим у людей на короткому плечі 11-ї хромосоми. Довжина поліпептидного ланцюга білка становить 351 амінокислот, а молекулярна маса — 39 499.
| 10         |  | 20         |  | 30         |  | 40         |  | 50         |
| ---------- |  | ---------- |  | ---------- |  | ---------- |  | ---------- |
| MASTGSQASD |  | IDEIFGFFND |  | GEPPTKKPRK |  | LLPSLKTKKP |  | RELVLVIGTG |
| ISAAVAPQVP |  | ALKSWKGLIQ |  | ALLDAAIDFD |  | LLEDEESKKF |  | QKCLHEDKNL |
| VHVAHDLIQK |  | LSPRTSNVRS |  | TFFKDCLYEV |  | FDDLESKMED |  | SGKQLLQSVL |
| HLMENGALVL |  | TTNFDNLLEL |  | YAADQGKQLE |  | SLDLTDEKKV |  | LEWAQEKRKL |
| SVLHIHGVYT |  | NPSGIVLHPA |  | GYQNVLRNTE |  | VMREIQKLYE |  | NKSFLFLGCG |
| WTVDDTTFQA |  | LFLEAVKHKS |  | DLEHFMLVRR |  | GDVDEFKKLR |  | ENMLDKGIKV |
| ISYGDDYADL |  | PEYFKRLTCE |  | ISTRGTSAGM |  | VREGQLNGSS |  | AAHSEIRGCS |
| T          |  |            |  |            |  |            |  |            |

A: Аланін

C: Цистеїн

D: Аспарагінова кислота

E: Глутамінова кислота

F: Фенілаланін

G: Гліцин

H: Гістидин

I: Ізолейцин

K: Лізин

L: Лейцин

M: Метіонін

N: Аспарагін

P: Пролін

Q: Глутамін

R: Аргінін

S: Серин

T: Треонін

V: Валін

W: Триптофан

Кодований геном білок за функцією належить до фосфопротеїнів. 
Задіяний у такому біологічному процесі, як ацетилювання. 
Локалізований у ядрі.